# Малая Аншуковская
Малая Аншуковская — деревня в Вельском районе Архангельской области России. Входит в состав Муниципального образования «Благовещенское».
Расположена в 61,5 километрах на север от города Вельска, на правом берегу реки Устьи, притока Ваги. Ближайшие населённые пункты: на западе — деревни Хайбутовская и Большая Аншуковская, на востоке — нежилая деревня Алфёровская. Площадь деревни — 0,03 км².
Вероятнее всего, деревня возникла в конце XIX века, так как в «Списке населённых мест по сведениям 1859 года» в составе Шенкурского уезда Архангельской губернии указана только «Антушевское (Порогъ)», а в «Списке населенных мест Архангельской губернии на 1 мая 1922 года» указаны две деревни: «Аншуковская (Порогъ)» и «Аншуковская (Новый Порогъ)». На май 1922 года в деревне было 5 дворов, 17 жителей мужского пола и 13 женского.

## Население
| 2002 | 2010 | 2012 | 2014 |
| ---- | ---- | ---- | ---- |
| 3    | ↘0   | →0   | ↗2   |